# Ralph Spirk
Ralph Spirk (* 26. Oktober 1986 in Leoben) ist ein ehemaliger österreichischer Fußballspieler und nunmehriger -trainer.

## Karriere

### Als Spieler

#### Verein
Ralph Spirk begann in seinem Heimatort Trofaiach Fußball zu spielen. 2001 wechselte er in den Nachwuchs des Grazer AK, dort kam er durch gute Leistungen in die Amateurmannschaft. Als torgefährlicher, zentraler Mittelfeldspieler fand er seinen Weg in die Kampfmannschaft. Nach einer beachtlichen ersten Saison als Wechselspieler, wurde er in der Saison 2006/07 zum Stammspieler im Mittelfeld des GAK.
Nach dem finanziellen Kollaps der Grazer wechselte er am 22. Juni 2007 zum Bundesliga-Aufsteiger LASK Linz. Dort kam er durch einige Verletzungen  nur zu drei Kurzeinsätzen und wechselte Anfang der Saison 2008/09 leihweise zum DSV Leoben in die zweithöchste Spielklasse. Vor Beginn der Frühjahrssaison 2009 wurde er aufgrund des finanziellen Ruins der Obersteirer vom LASK zu seinem Stammklub GAK in die Regionalliga Mitte verliehen. Nach Vertragsende im Jänner 2010 wechselte er im Sommer 2010 zum Bundesligaklub Kapfenberger SV. Zwischen Februar und Juli 2015 spielte Spirk beim FC Wacker Innsbruck. Ab Jänner 2016 ließ er seine Karriere beim viertklassigen SV Lebring ausklingen, ehe er seine Laufbahn in der Winterpause 2017/18 schließlich beendete.

#### Nationalmannschaft
Spirk kam in diversen Nachwuchs-Auswahlen des ÖFB zu Einsätzen, so unter anderem in fünf Spielen der österreichischen U-19-Auswahl und in drei Spielen der U-21-Nationalmannschaft.

### Als Trainer
Nach seinem Karriereende wurde Spirk im Jänner 2018 Co-Trainer von David Preiß beim Landesligisten Grazer AK, bei dem er schon als Aktiver gespielt hatte. Mit den Grazern stieg er am Ende der Saison 2017/18 in die Regionalliga auf. Nachdem der GAK mit Enrico Kulovits im Februar 2019 einen neuen Trainer bekommen hatte, wurde Spirk Individualtrainer und behielt diese Rolle auch unter Kulovits' Nachfolgern. Mit dem GAK stieg er 2019 auch in die 2. Liga auf. Im Oktober 2021 wurde er nach der Trennung von Gernot Plassnegger gemeinsam mit Stefan Kammerhofer und Dieter Elsneg interimistisch Cheftrainer der Grazer. Das Gespannt holte in fünf Partien sieben Punkte, ehe es im Dezember 2021 von Gernot Messner abgelöst wurde. Daraufhin kehrte Spirk wieder in seinen angestammten Posten zurück.